# Dolichoderus feae
Dolichoderus feae är en myrart som beskrevs av Carlo Emery 1889. Dolichoderus feae ingår i släktet Dolichoderus och familjen myror.

## Underarter
Arten delas in i följande underarter:
- D. f. caligatus
- D. f. feae
- D. f. fuscus